# Plagiothecium falklandicum
Plagiothecium falklandicum är en bladmossart som beskrevs av Newton 1985. Plagiothecium falklandicum ingår i släktet sidenmossor, och familjen Plagiotheciaceae. Inga underarter finns listade i Catalogue of Life.